# 博恩海姆
博恩海姆（德語：Bornheim，發音：[ˈbɔʁnhaɪm] ⓘ）是德国北莱茵-威斯特法伦州科隆行政区莱茵-锡格县的城市，面积82.69平方千米，2023年12月31日人口为49,074人。